# Konrad Zöllner von Rothenstein
Konrad Zöllner von Rotenstein je bil 23. veliki mojster Tevtonskega viteškega reda, na položaju od 5. oktobra 1382 do svoje smrti, *okoli 1325, † 20. avgust 1390.

## Življenje
Rojen je bil verjetno v Birkenfeldu (Haßberge) v frankovski viteški družini, imenovani po gradu Rottenstein. 
Leta 1353 je postal prokurist Pruske marke in leta 1368 komtur (poveljnik) Danziga. Leta 1372 je postal komtur Christburga
Po smrti Winricha von Kniprodeja je bil 5. oktobra 1382 izvoljen za velikega mojstra Tevtonskega reda. Kot vodja meniškega reda se je v veliki meri osredotočil na notranje zadeve, zunanjo politiko pa je prepustil Konradu von Wallenrodeju, ki je bil imenovan za maršala Reda in poveljnika Königsberga. Reformiral je upravno strukturo Tevtonske Prusije, spodbujal  naseljevanje Nemcev in poskušal ustanoviti univerzo v mestu Kulm, vendar mu to ni uspelo. Tudi on se je, tako kot njegov predhodnik, boril proti razsipništvu in znižal najvišjo dovoljeno obrestno mero z 10 % na 8,33 %, pri čemer se je kršiteljem zaplenilo premoženje. Mestu Passenheim je leta 1386 podelil mestne pravice.
V času Konradove vladavine so se stopnjevale napetosti med Tevtonskim redom in Veliko litovsko kneževino. Poskusi pokristjanjevanja Litve, ki je bila ena od redkih poganskih območij v Evropi, leta 1383 niso uspeli, čeprav je Litva uradno sprejela krščanstvo leta 1386. Odnosi so se še poslabšali po krstu in poroki litovskeg kneza Vladislava II. Jagela s poljsko kraljico Jadvigo. To je pomenilo, da sta Litva in Poljska, glavna tekmeca Tevtonskega reda, sklenili personalno unijo. V njegovi poznejši vladavini so red načenjale številne notranje  težave. Leta 1383 je izbruhnila kuga, v kasnejših letih pa izpad pridelka ter upad ribolova in trgovine.
Konrad je umrl v Christburgu 20. avgusta 1390. Pokopan je bil v mavzoleju velikih mojstrov reda  pod kapelo svete Ane v gradu Marienburg (Malbork).